# Противоотрова (филм)
„Противоотрова“ (на английски: D-Tox) е американски трилър от 2002 г. на режисьора Джим Гилеспи по сценарий на Хауърд Суиндъл, а сюжетът е на Рон Л. Бринкерхоф. Той е базиран на едноименния роман, написан от Хауърд Суиндъл. Във филма участват Силвестър Сталоун, Том Беринджър, Чарлс С. Дътън, Поли Уокър, Шон Патрик Фланъри, Дина Майър, Робърт Патрик, Робърт Проски, Кортни Б. Ванс, Джефри Райт и Крис Кристофърсън.